# 1178 Irmela
Irmela (asteróide 1178) é um asteróide da cintura principal com um diâmetro de 19,09 quilómetros, a 2,1865902 UA. Possui uma excentricidade de 0,1840063 e um período orbital de 1 602,21 dias (4,39 anos).
Irmela tem uma velocidade orbital média de 18,19501672 km/s e uma inclinação de 6,94992º.
Esse asteróide foi descoberto em 13 de Março de 1931 por Max Wolf.